# گربه ملوس (کارتون)
گربه ملوس با نام اصلی فلیکس گربه (Felix the Cat) شخصیت بامزه کارتونی ساخته شده در دوران فیلم صامت است. این گربه سیاه انسان گونه که چشمان درشت و لبخند بزرگ و بدنی سیاه دارد و در موقعیت‌های سورئالیسم در کارتون‌هایش قرار داده می‌شود، یکی از شناخته شده‌ترین شخصیت‌های کارتونی تاریخ سینماست. فلیکس اولین شخصیت انیمیشنی است که توانست به سطح جلب مخاطب بینندگان فیلم دست یابد.